# Сорокаба (агломерация)

Город Сорокаба на карте штата.

Сорокаба (порт. Região Metropolitana de Sorocaba)  —  крупная городская агломерация в Бразилии. Центр — город Сорокаба. Входит в штат Сан-Паулу. Находится к западу от города и одноимённой агломерации Сан-Паулу.
Население составляет 1 867 260 человек на 2014 год. Занимает площадь 9822,13 км². Плотность населения — 190,1 чел./км² в 2014 году.
Включает 26 муниципалитетов, в том числе город Сорокаба, Иту, Воторантин, Татуи, Салту, Сан-Роки, Ибиуна, Бойтува, Пьедади, Порту-Фелис и другие.